# Desmoteplase
Desmoteplase is een medicijn ontwikkeld uit het spuug van vampiervleermuizen. Het medicijn wordt gebruikt bij de behandeling na een herseninfarct om bloedproppen op te lossen.
De behandeling die patiënten op dit moment krijgen bij een herseninfarct is trombolyse. De behandling moet binnen vierenhalf uur na het infarct plaatsvinden. Na deze vierenhalf uur kan niet meer behandeld worden door middel van trombolyse. Hierdoor is voor een aantal patiënten is behandeling na een herseninfarct niet meer mogelijk, simpelweg omdat er geen tijd was.
Gebrek aan tijd komt niet alleen doordat niet iedereen op tijd in het ziekenhuis kan zijn, maar ook doordat er eerst vastgesteld worden of er sprake is van een herseninfarct of een hersenbloeding. Dit is noodzakelijk omdat de symptomen van beide ziektebeelden vrijwel gelijk zijn, maar de behandeling van een bloeding is heel anders dan de behandeling van een infarct. Er zal dus eerst een scan van het hoofd worden gemaakt om te kijken wat de oorzaak is. Vaak is dit een CT-scan, maar bij twijfel kan ook een MRI-scan gemaakt worden. Het vaststellen van een correcte diagnose beroerte kost dus tijd en dit is er niet altijd.
Uit testen met Desmoteplase bleek dat het nieuwe medicijn de behandelingsperiode verdubbelt tot 9 uur. Behalve dat het medicijn langer gebruikt kan worden, lijkt het ook beter te werken dan de stolseloplossende medicijnen die nu gebruikt worden. Desmoteplase kan schijnbaar bloedstolsels in het brein oplossen zonder effect te hebben op bloedstolling in de rest van het lichaam. Nog belangrijker is het feit dat desmoteplase het risico van bloeden op het brein niet verhoogt, wat wel het geval is met andere medicijnen. 

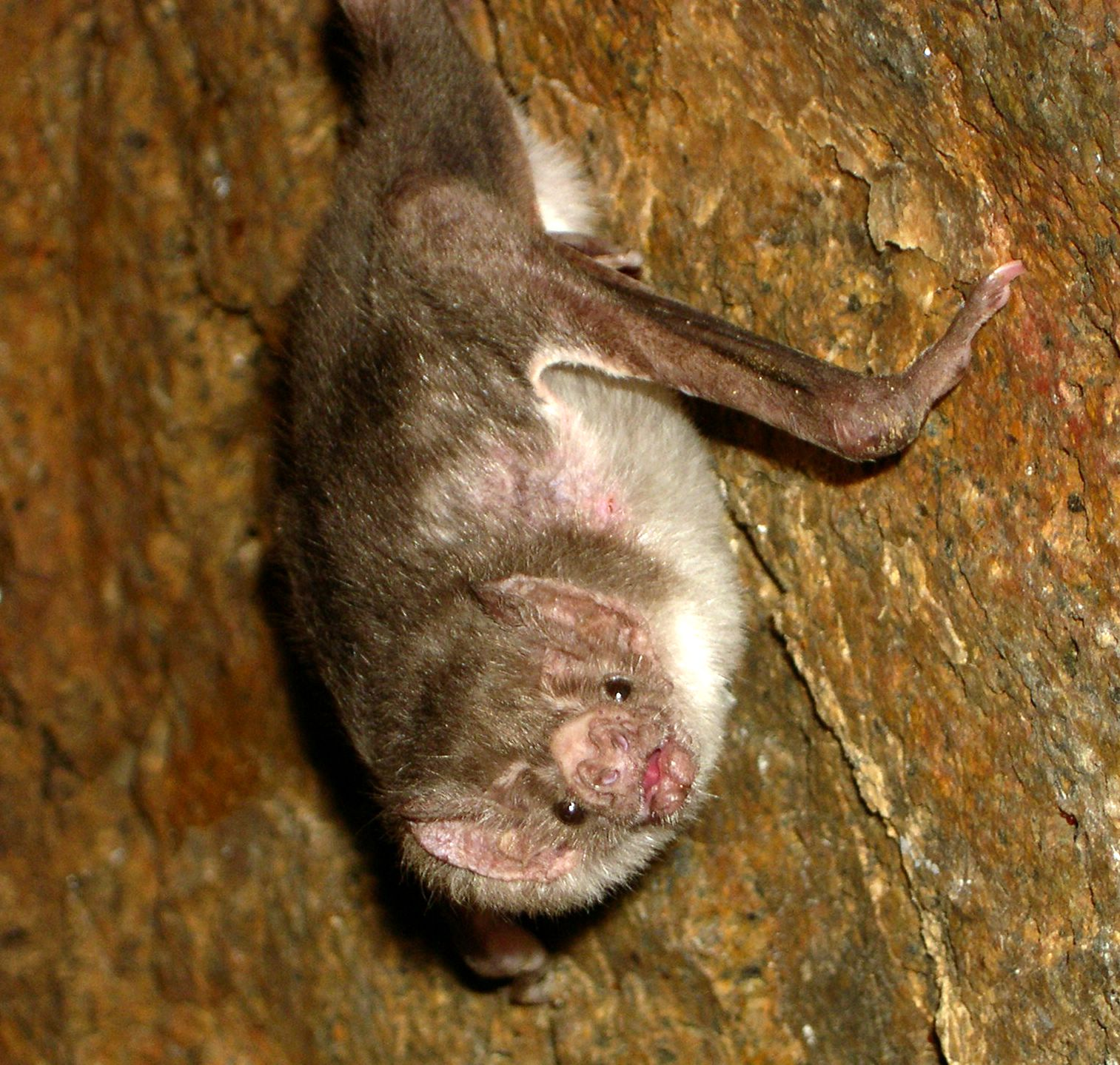
Vampiervleermuis

Het medicijn werd ontwikkeld door een team van wetenschappers aan de Monash-universiteit in Australië, onder leiding van Dr Robert Medcalf. Ze zagen dat vampiervleermuizen bloedproppen dagelijks oplossen om zo van hun maaltijd te genieten. Ze onderzochten het speeksel van de gewone vampiervleermuis, Desmodus rotundus. Wanneer een vampiervleermuis zijn slachtoffer bijt wordt in het speeksel desmoteplase afgescheiden. Het vernietigt fibrine, dat zorgt voor het stollen van bloed, waardoor het bloed vrij uit de wond blijft stromen.